# キャバレー日記
『キャバレー日記』（キャバレーにっき）は、1982年6月25日公開の日本映画。にっかつロマンポルノの一作。
根岸吉太郎監督、竹井みどり主演。にっかつ製作・配給。カラー / ワイド / 81分。
封切時の併映は『白薔薇学園 そして全員犯された』（小原宏裕監督、三崎奈美主演）と買取作品『セックスドキュメント 器具販売人』（平川弘喜監督、亜希いずみ主演）。

## スタッフ
- プロデューサー - 岡田裕
- 企画 - 成田尚哉
- 監督 - 根岸吉太郎
- 助監督 - 鈴木潤一
- 脚本 - 荒井晴彦
- 原作 - 和田平介
- 撮影 - 前田米造
- 音楽 - 伊藤晴康
  - 挿入歌：白季千加子「おてんとさま嫌い」
- 美術 - 菊川芳江
- 照明 - 野口素胖
- 編集 - 川島章正

## キャスト
- 宏美 - 竹井みどり
- 和田 - 伊藤克信
- 久美子 - 森村陽子
- 恵子 - 早野久美子
- ジャネット - 松田静子
- しのぶ - 麻生みちこ
- 麗子 - 青山恭子
- 福永 - 北見敏之
- 大橋 - 高橋明
- 五木 - 深見博
- 青地 - 酒井昭
- 河本 - 上田耕一
- 麗子の亭主 - 益富信孝
- 荻原賢三
- 後藤 - 掛田誠
- 浦信太郎
- ツケ指名の客 - 花上晃
- 松本信子、ルル、森田まち子、鈴木さとみ、栗原久美子
- 淳子 - 岡本広美
- 昌子 - 橘雪子